# Cymonomus delli
Cymonomus delli is een krabbensoort uit de familie van de Cymonomidae. De wetenschappelijke naam van de soort is voor het eerst geldig gepubliceerd in 1975 door Griffin & Brown.